# Bractwo Serca Jezusowego

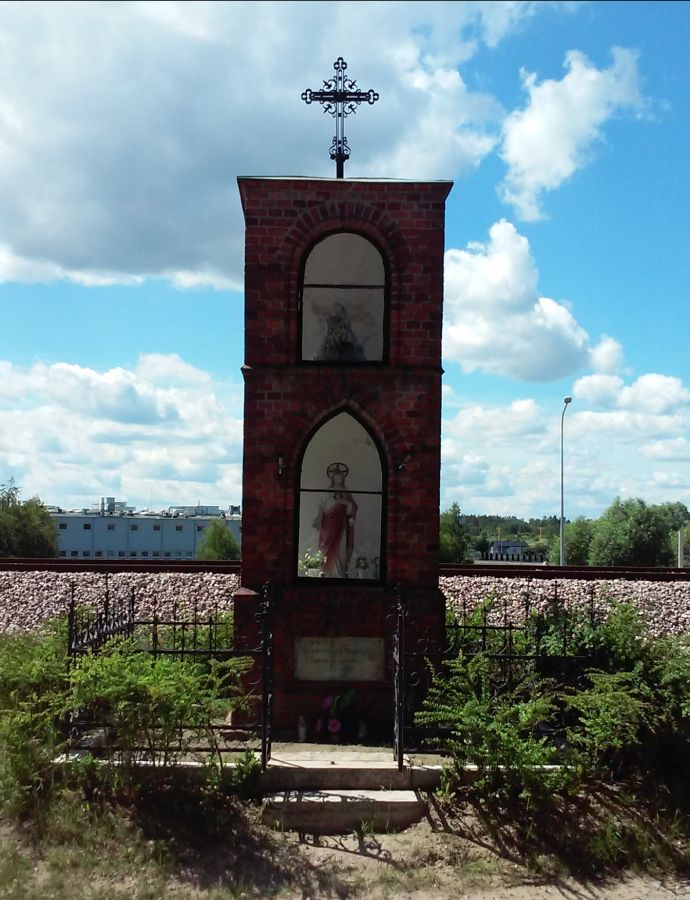
Kapliczka NSPJ ufundowana przez Bractwo Serca Jezusowego w Gdańsku Matarni w 1902 roku

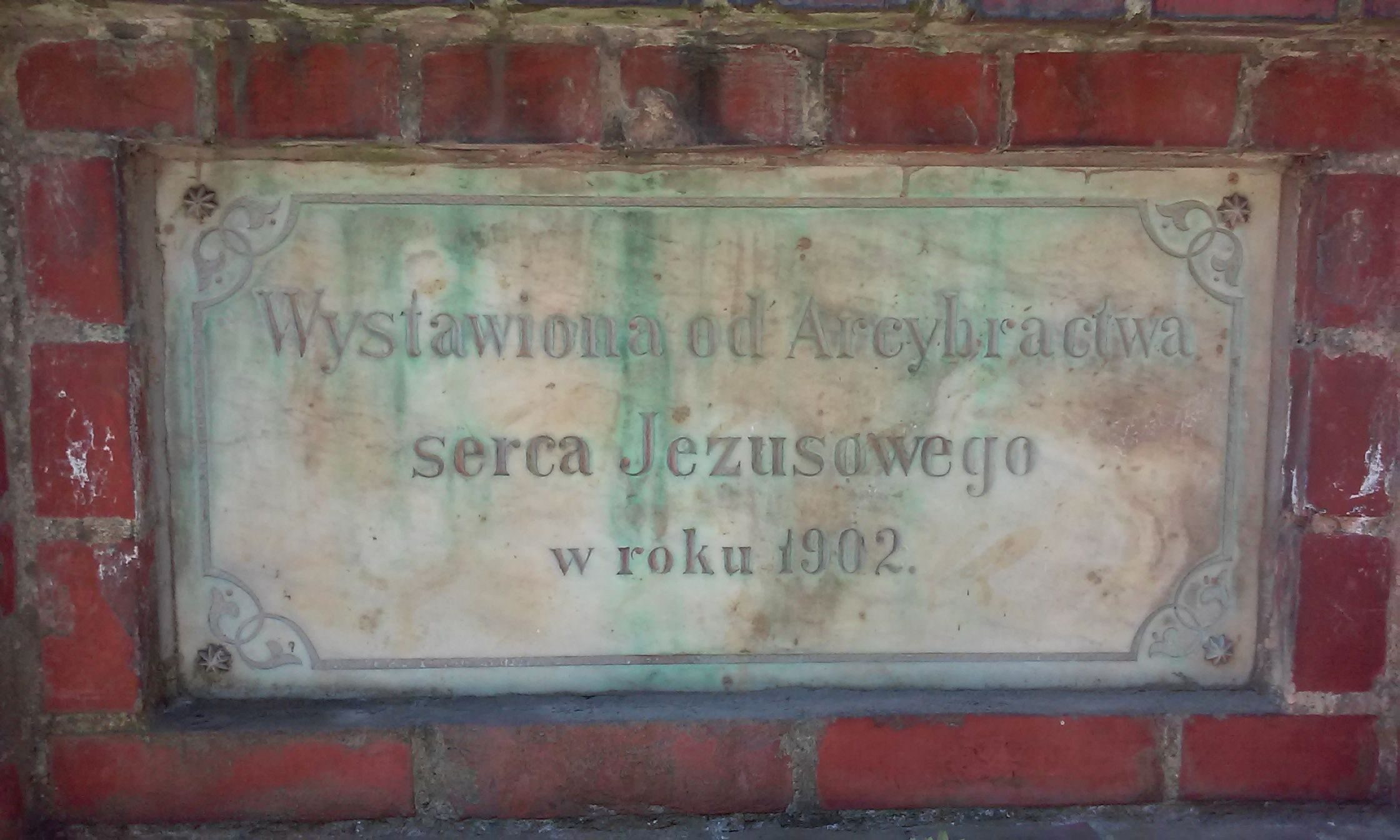
Tablica pamiątkowa na kapliczce

Bractwo Serca Jezusowego (Bractwo Najświętszego Serca Jezusa, Arcybractwo Najświętszego Serca Jezusowego) – publiczne stowarzyszenie wiernych w Kościele katolickim, mające na celu praktykowanie i propagowanie nabożeństwa do Najświętszego Serca Pana Jezusa, powstałe w wyniku rozpowszechnienia się jego kultu, dzięki objawieniom, które otrzymała francuska zakonnica, św. Małgorzata Maria Alacoque. Popularność Bractwa przypada na wiek XVIII i XIX oraz początek XX.

## Historia
Św. Małgorzata Maria Alacoque wyraziła, w jednym ze swych listów, wielką radość z powodu założenia Bractwa Serca Jezusowego w miejscowości Coutances w Normandii) oraz z tego, że wkrótce drugie miało powstać w Paryżu. Jednak wspomniane bractwa, tak jak i inne podobne, zakładane już od roku 1616, w późniejszych latach przez św. Jana Eudesa, miały raczej na celu wspólną cześć Serca Jezusowego wraz z Sercem Maryi. Dopiero po śmierci św. Małgorzaty w 1690 roku, zaczęły powstawać Bractwa Serca Jezusowego, które według jej zamysłu miały podtrzymywać cześć Najświętszego Serca Pana Jezusa, jaką ona rozpropagowała, a później Kościół zatwierdził i polecał. Pierwsze z nich powstało w 1693 roku w Paray-le-Monial, gdzie święta żyła, a uroczyście zatwierdzone zostało przez papieża Benedykta XIII w 1728 roku.
W latach 1697 i 1698 założono już trzynaście Bractw Najświętszego Serca Jezusa w różnych miejscach, jak np. u sióstr urszulanek w Wiedniu, i te uzyskały odpustowe brewe papieskie. Do roku 1726 papieże wystosowali takie brewia do co najmniej 291 Bractw Serca Jezusowego. W 1723 roku Bractwo powstało w Bourg, w kościele wizytek, który był ośrodkiem szerzenia kultu NSPJ już od 1700 roku, za zgodą papieża Klemensa XI. Do 1765 roku, w którym na prośbę biskupów polskich, papież Klemens XIII ustanowił Uroczystość Najświętszego Serca Pana Jezusa, najpierw w Polsce i w Arcybractwie Serca Jezusowego w Rzymie, było ich już 1089.

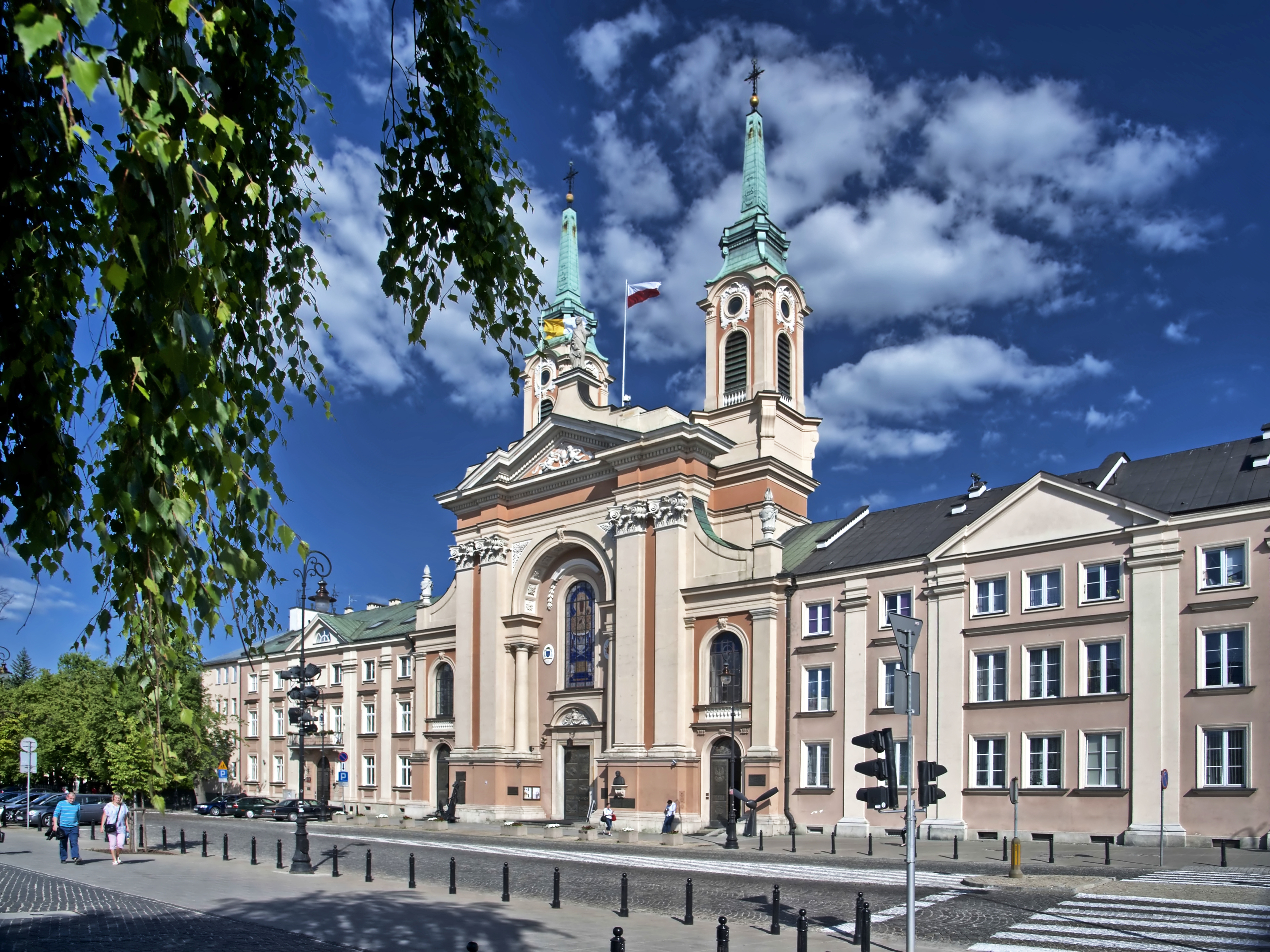
Katedra polowa WP w Warszawie

Pierwsze Bractwo Serca Jezusowego w Polsce powstało w 1705 roku. Uroczyste zainicjowanie bractwa odbyło się rok później w pijarskim kościele NMP Zwycięskiej (dziś katedra polowa Wojska Polskiego) w Warszawie. Miejscem spotkań bractwa była boczna kaplica św. Krzyża. Członkowie bractwa podejmowali się pobożnych praktyk, takich jak: odprawiania przynajmniej raz w miesiącu godzinnej adoracji wynagradzającej, uczestniczenia w piątkowej mszy św. odprawianej w kaplicy bractwa, uczestniczenia w dorocznej uroczystości NSPJ, odprawienia kwinkwenny w postaci nabożeństwa pięciu piątków po uroczystości NSPJ, składającego się ze spowiedzi, mszy św. i adoracji.
W 1718 roku Bractwo zostało założone w kościele wizytek pw. św. Franciszka Salezego w Krakowie. Z tej okazji zakonnice przygotowały intronizację Bożego Serca z uroczystą procesją. „Wzięły w niej udział liczne rzesze wierzących krakowskiego grodu. Trasa prowadziła z kościoła Mariackiego do kościoła Sióstr Wizytek. Kroniki klasztoru przekazują barwny, szczegółowy opis tej procesji. Odprawiano ją rzeczywiście z wielką okazałością. Pomyślana ona jednak była przede wszystkim jako publiczne, wspólne wyznanie wiary i czci dla Serca Jezusowego”. Na terenie Górnego Śląska pierwsze Bractwo powstało w 1792 roku w Miedźnej.
W Rzymie Bractwo Serca Jezusowego ustanowiono dopiero w roku 1729. Wówczas przebywał tam o. Józef Gallifet SJ, który trzy lata wcześniej wydał w Wiecznym Mieście książkę „O czci Najświętszego Serca Jezusowego”. Książka przyczyniła się do tego, iż kanonicznie założono przy kościele św. Teodora w Rzymie Bractwo Najświętszego Serca Jezusowego „na odwrócenie zakaźnych chorób i nagłych wypadków śmierci”. O. Gallifet wygłaszał kazania podczas uroczystości zakładania Bractwa i był gorliwym jego krzewicielem, lecz nie należał do jego założycieli.

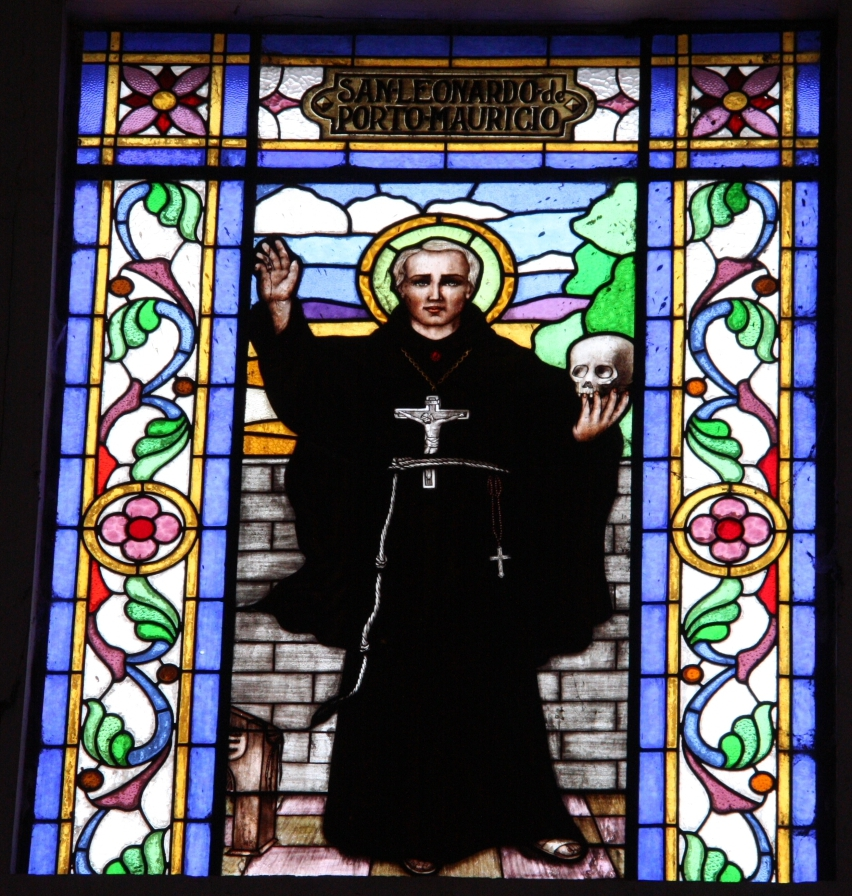
Św. Leonard z Porto Maurizio

Św. Leonard z Porto Maurizio, przebywając w 1730 roku po raz pierwszy w Rzymie, zapisał się zaraz do bractwa i był jednym z najbardziej znanych jego członków, tak jak i św. Paweł od Krzyża, założyciel pasjonistów i Bractwa Szkaplerza Czarnego Męki Pańskiej, św. Kasper del Bufalo, założyciel Misjonarzy Krwi Chrystusa i Bractwa Krwi Chrystusa, biskup Wincenty Strambi oraz wielu kardynałów, prałatów i arystokratów.
W 1732 roku papież Klemens XII udzielił temu rzymskiemu Bractwu niektórych odpustów i przywilejów, które Klemens XIII i Klemens XIV jeszcze rozszerzyli oraz podniósł je do godności arcybractwa, czyli bractwa z władzą przyłączania (agregowania) innych podobnych bractw i udzielania im przez to swoich odpustów. W 1743 roku Arcybractwo liczyło już 700, a w 1773 roku 1090 bractw przyłączonych.
Bractwo miało na celu "gorliwą cześć Najświętszego Serca i odpłacanie się Mu miłością za Jego miłość, dziękczynienie za ustanowienie Najświętszego Sakramentu, oraz zadośćuczynienie za oziębłość, niewdzięczność i obelgi, jakimi często Mu się odpłacają za Jego miłość bez granic".
Prócz tego Bractwa Najświętszego Serca Jezusa przy kościele św. Teodora, z powodu worów pokutnych, które jego członkowie nosili na procesjach, nazywanego bractwem dei Sacconi (workowym), w 1797 roku o. Felici SJ, założyciel rzymskiego Stowarzyszenia Kapłanów pod wezwaniem św. Pawła, zaprowadził przy kościółku Matki Boskiej ad Pineam, Bractwo Najświętszego Serca Jezusowego, zwane in Capella (w kaplicy), które początkowo miało na celu podbudowę religijną rybaków. Stu pięćdziesięciu mężczyzn od razu do niego się zapisało i ślubowało, że "świętego Imienia Boskiego nadużywać więcej nie będą, czym dotąd nagminnie grzeszyli", za to nauczył ich o. Felici kilku aktów strzelistych, które odtąd we wielu kaplicach i kościołach rzymskich, a potem na całym świecie weszły w użycie. Są to popularne wezwania zaczynające się od słów: "Niech będzie Bóg uwielbiony".
Gdy Stowarzyszenie Kapłanów pod wezwaniem św. Pawła obchodziło dnia 25 stycznia 1803 roku swoje święto tytularne, papież Pius VII podniósł to Bractwo Najświętszego Serca Jezusowego przy kościółku Matki Boskiej ad Pineam do godności arcybractwa, z władzą udzielania innym bractwom tego samego wezwania swych odpustów i przywilejów. W 1881 roku liczyło ono 9768 bractw agregowanych.

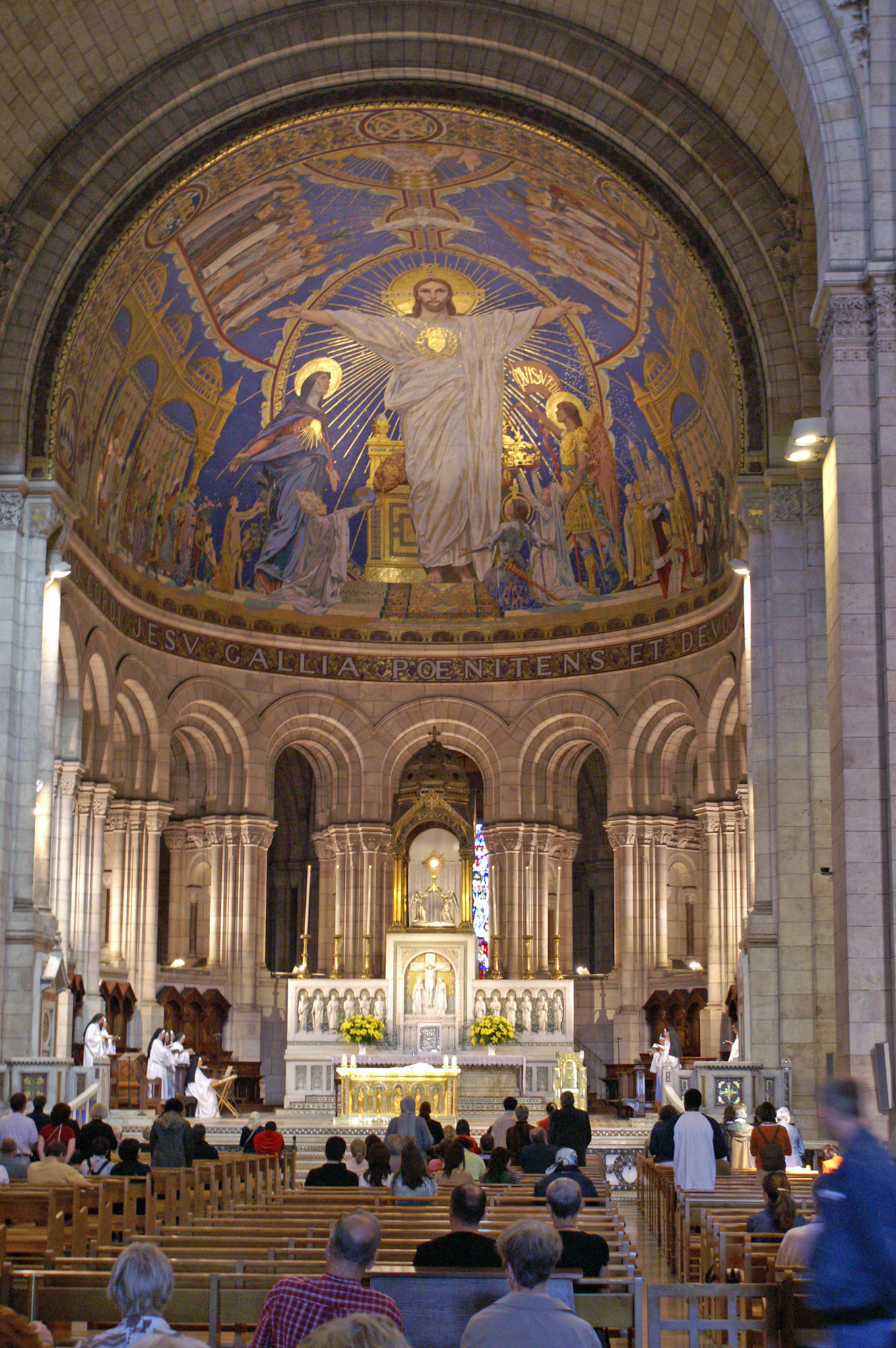
Wnętrze bazyliki Sacre Coeur

By rozszerzyć skutki tego bractwa, papież Leon XIII przeniósł jego siedzibę do centrum miasta, do kościoła NMP della Pace (Pokoju). Już do roku 1818 przyłączyło się do tego arcybractwa około 1500 bractw, zaś sto lat później naliczono bractw przyłączonych ponad 10 000, wliczając bractwa we Francji i w Belgii, które nieco wcześniej zgrupowano wokół bractw w Paray-le-Monial i w Moulins (istniejącego od 1855 roku) podniesionych także do godności arcybractw. Inne Arcybractwo Najświętszego Serca Jezusowego istniało w wotywnej bazylice Sacré-Cœur na Montmartre w Paryżu. Od roku 1894 posiadało ono nieograniczoną władzę przyłączania innych bractw.
Bractwa złączone ze starszym arcybractwem przy kościele św. Teodora, mogły, jak samo to arcybractwo, przyjmować tylko mężczyzn, którzy prócz czci Boskiego Serca przyjmowali jeszcze obowiązek wykonywania różnych praktyk pokuty i miłości bliźniego. Młodsze bractwo zaś, przy kościele Matki Boskiej della Pace, miało za jedyny cel oddawanie czci Boskiemu Sercu, przyjmowało osoby obojga płci i polecało im tylko takie praktyki, które do tej czci bezpośrednio się odnosiły, i te były o wiele bardziej popularne.
Gdy w drugiej połowie XIX wieku pojawiło się Arcybractwo Straży Honorowej Najświętszego Serca Pana Jezusa i Apostolstwo Modlitwy, oparte na duchowości związanej z kultem NSPJ, rozpowszechniające się szybko, także po I wojnie światowej oraz Szkaplerz Najświętszego Serca Jezusa, związany z objawieniami NMP w Pellevoisin w 1876 roku, w celu propagowania którego utworzono Arcybractwo Maryi Matki Miłosierdzia z Pellevoisin, zaś w Polsce dodatkowo, bezpośrednio po II wojnie światowej, Dzieło Osobistego Poświęcenia się Najświętszemu Sercu Jezusowemu, którego ukoronowaniem był Akt Poświęcenia Narodu Polskiego Najświętszemu Sercu Jezusa we wszystkich parafiach w 1951 roku, stały się one popularniejsze od Bractwa Serca Jezusowego, które stopniowo przestało się rozwijać, a następnie zaczęło zanikać.

## Praktyki członków Bractwa
1. Corocznie obchodzić ze szczególnym nabożeństwem Uroczystość Najświętszego Serca Jezusowego i wedle możności przystępować tego dnia do sakramentów św.
2. Starać się przynajmniej raz na miesiąc, o ile możności w pierwszy piątek lub w pierwszą niedzielę, przystępować do sakramentów św. i pilnie uczęszczać w ciągu roku na nabożeństwa ku czci Najświętszego Serca.
3. Często modlić się za siebie wzajemnie i za zmarłych członków. W Rzymie w kościele arcybractwa odprawiano trzy razy w miesiącu mszę św. za zmarłych członków, a każdej niedzieli odmawiano za nich osobne modlitwy.
4. Codziennie odmawiać, ku uczczeniu Boskiego Serca: Ojcze nasz, Zdrowaś Maryjo i Wierzę w Boga, wraz z wezwaniem obdarzonym odpustem cząstkowym: "Najświętsze Serce Jezusa spraw, abym Cię kochał, kochał coraz więcej".